# Apanasenkovskij rajon
L'Apanasenkovskij rajon, in russo Апанасенковский район?, è un rajon del Kraj di Stavropol', nel Caucaso.